# Carlos Guido
Carlos Eleazar Guido Bautista (Lima, 18 aprile 1966) è un ex calciatore peruviano, di ruolo centrocampista.

## Carriera

### Club
Ha sempre giocato nel campionato peruviano.

### Nazionale
Ha collezionato 8 presenze con la maglia della Nazionale.